# Сакаґучі Анґо
Сакаґучі Анґо (яп. 坂口 安吾, Sakaguchi Ango, 20 жовтня 1906 — 17 лютого 1955) був японським есеїстом, письменником коротких історій і романів. Його справжнє ім'я Сакаґучі Хейґо (яп. 坂口 炳五, 'Sakaguchi Heigo').

## Біоґрафія
Сакаґучі народився в Ніїґаті, він був частиною групи молодих японських письменників, які стали відомими в післявоєнні роки, коли Японія зазнала поразки в Другій світовій війні. Сакаґучі Анґо був пов'язаний з Бурайха, або «декадентською школою» (無頼派 бурайха, школа безвідповідальності та декадансу), що позначала групу розпусних письменників, які висловлювали свою безцільність і кризу ідентичності Японії після Другої світової війни.
У 1946 році він написав своє найвідоміше есе «Даракурон» («Дискусія про декаданс»), в якому досліджував роль бушідо в часи війни. Вважають, що він вважав повоєнну Японію декадентською, але більш правдивою, аніж Японія часів війни, побудована на таких ілюзіях, як бушідо. (Сам твір не висуває жодних претензій щодо значення декадансу).
Анґо народився в 1906 році й був 12-ю дитиною з 13-ти. Він народився в Японії в часи постійних війн. Його батько був президентом ґазети Ніїґата Шімбун (Niigata Shimbun), політиком і поетом.
Анґо хотів стати письменником уже в 16 років. У 17 він переїхав до То̄кьо̄ після того, як ударив учителя, який спіймав його за прогулами. Його батько помер від раку мозку наступного року, залишивши його родину з величезними боргами. У 20 років Анґо рік викладав на заміні. Він активно захоплювався буддизмом і відвідував університет Тойо, щоби вивчати індійську філософію, його закінчив у віці 25 років. Протягом усієї своєї студентської кар'єри Анґо був дуже відвертим у своїх думках.
Після закінчення навчання він написав різні літературні твори, отримавши похвалу від таких письменників, як Шін'їчі Макіно. Його літературна кар'єра почалася приблизно в часи японської експансії до Манджурії. У 27 років він познайомився і подружився з Цунеко Ядою. Його мати померла, коли йому було 37 років, у розпал Другої світової війни. Він роками боровся за визнання як письменник, поки нарешті не здобув його своїми творами «Особистий погляд на японську культуру» у 1942 році і ще раз з «Про декаданс» у 1946 році.
У 1947 році Сакаґучі Анґо написав іронічну містику про вбивство Furenzoku satsujin jiken («Інцидент несерійного вбивства», за яку він отримав нагороду таємничих письменників Японії в 1948 році. Коли Анґо було 48 років, його дружина, Каджі Мічійо, народила дитину. Пізніше Сакаґучі помер від аневризми мозку у віці 48 років у 1955 році в Кірю, Ґумма .
- Un-Go — аніме 2011 року за мотивами творів Анґо.
- Безсмертна Література — епізоди 5 і 6 засновані на історії Анґо «Під квітом вишневого лісу».
- Аніме Літературні ґенії бродячі пси, де персонаж названий на його честь.